# Mapania sumatrana
Mapania sumatrana är en halvgräsart som först beskrevs av Friedrich Anton Wilhelm Miquel, och fick sitt nu gällande namn av George Bentham. Mapania sumatrana ingår i släktet Mapania och familjen halvgräs.

## Underarter
Arten delas in i följande underarter:
- M. s. pandanophylla
- M. s. sumatrana